# Чемпионат СССР по тяжёлой атлетике 1944
19-й чемпионат СССР по тяжёлой атлетике прошёл с 23 по 24 июня 1944 года в Киеве (Украинская ССР). В нём приняли участие 39 атлетов, которые были разделены на 6 весовых категорий и соревновались в троеборье (жим, рывок и толчок).

## Медалисты
| Категория                    | Золото                                 | Золото                       | Серебро                                  | Серебро                      | Бронза                                      | Бронза                       |
| До 56 кг (легчайший вес)     | Митрофан Косарев «Строитель» Москва    | 285 кг (82,5 + 87,5 + 115)   | Наум Лапидус «Динамо» Минск              | 270 кг (77,5 + 82,5 + 100)   | Алексей Евстигнеев «Локомотив» Москва       | 257,5 кг (75 + 77,5 + 105)   |
| До 60 кг (полулёгкий вес)    | Моисей Касьяник «Динамо» Тбилиси       | 302,5 кг (95 + 92,5 + 115)   | Иван Аздаров «Спартак» Ереван            | 290 кг (87,5 + 87,5 + 115)   | Борис Хватов Красная Армия Москва           | 280 кг (82,5 + 87,5 + 110)   |
| До 67,5 кг (лёгкий вес)      | Николай Шатов «Динамо» Москва          | 342,5 кг (95 + 110 + 137,5)  | Израиль Механик «Локомотив» Москва       | 322,5 кг (102,5 + 95 + 125)  | Владимир Светилко Вооружённые Силы Батуми   | 315 кг (100 + 100 + 115)     |
| До 75 кг (средний вес)       | Сергей Игумнов Красная Армия Хабаровск | 317,5 кг (95 + 100 + 122,5)  | Сергей Калиниченко Красная Армия Харьков | 297,5 кг (90 + 90 + 117,5)   | Аркадий Авакян Военно-морской флот Мурманск | 200 кг (105 + 95 + 120)      |
| До 82,5 кг (полутяжёлый вес) | Григорий Новак «Крылья Советов» Москва | 405 кг (130 + 122,5 + 152,5) | Александр Божко Красная Армия Москва     | 360 кг (110 + 115 + 135)     | Михаил Терещенко «Динамо» Москва            | 325 кг (100 + 100 + 125)     |
| Свыше 82,5 кг (тяжёлый вес)  | Яков Куценко «Локомотив» Киев          | 407,5 кг (130 + 127,5 + 150) | Ефим Хотимский Военно-морской флот Киев  | 365 кг (112,5 + 112,5 + 140) | Александр Ляпидевский Красная Армия Москва  | 360 кг (107,5 + 117,5 + 135) |